# Manilkara huberi
Espèce
Manilkara huberi, connu en espagnol sous les noms masaranduba, níspero ou sapotilla, est une espèce de plantes à fleurs du genre Manilkara et de la famille des Sapotaceae.

## Distribution géographique
Il est originaire d'une vaste région du nord de l'Amérique du Sud, d'Amérique Centrale, des Antilles et on le retrouve jusqu'à 800 mètres au dessus du niveau de la mer. On produit du latex à partir de sa sève, qui est comestible.

## Description
C'est un grand arbre pouvant atteindre 30 à 55 mètres de haut. Les feuilles sont grandes, alternées, en ellipses, jaunes sur la face inférieure, de 10 à 20 cm de large, au limbe rétus. Les fleurs sont hermaphrodites, en fascicules, avec un pédoncule court, blanches et leurs sépales sont en 3-3. Les fruits sont des drupes jaunes ovoïdes, de 3 cm de diamètre, comestible ; ils contiennent une (parfois deux) graines.

## Utilisation
Son latex est extrait de la même manière que pour la sève de l'hévéa. Ensuite, la sève est séchée pour former un caoutchouc élastique. Le produit obtenu est de qualité très inférieure à celui du gutta-percha (produit par le Palaquium gutta, un arbre asiatique de la même famille). Parfois, il est utilisé pour fabriquer la surface des balles de golf. C'est un bon matériau mais peu résistant sur la durée ; il nécessite d'être renouvelé régulièrement et la qualité du revêtement doit être suivie. Toutefois, il reste le matériau favori des tournois. Il est produit en grande quantité sur les bancs du fleuve Amazone et ses affluents comme l'Içá.
C'est également un arbre très important pour son bois à Puerto Rico. Son bois est très dur et rouge. Il permet de fabriquer des meubles, des traverses et il sert aussi de matériau de construction. Son bois est si dense qu'il ne flotte pas sur l'eau. Pour y planter un clou, il faut au préalable percer un orifice pour le clou. Sa masse volumique est de 0,85 à 0,95 g/cm3.
Son fruit, apparenté à la sapotille (Manilkara zapota), est comestible, a une excellente saveur et est extraordinaire pour préparer des desserts.

## Synonymes
- Manilkara jaimiqui (C.Wright ex Griseb.) Dubard
- Mimusops huberi Ducke 1918
- Mimusops jaimiqui C.Wright ex Griseb.[3],[4]